# Adolphe Goupil
Jean-Baptiste Adolphe Goupil (Parigi, 7 marzo 1806 – Parigi, 9 maggio 1893) è stato un mercante d'arte e editore francese, figura di spicco dell'industria artistica ed editoriale del XIX secolo e fondatore della Goupil & Cie.

## Biografia
Era il figlio di Auguste Goupil, farmacista, e Anne Lutton (1774-1849), e nipote di Hubert Drouais. Dal 1827, Jean-Baptiste Adolphe Goupil si dedicò alla stampa e alla pubblicazione di stampe e interpretazioni originali in diversi paesi, soprattutto in Francia, Inghilterra e Germania. Sposò Victorine Elisabeth Brincard (1808-1886), originaria di Belfort, nell'agosto 1829, e ebbe cinque figli: Auguste Léon (1830-1855), Amélie (1835-1866), Albert (1840-1884), Marie (1841-1912) e Blanche (1845-?). 

### Nascita e sviluppo della Goupil & Cie
Nel 1827, Adolphe Goupil, che era un editore attivo al numero 12 del boulevard Montmartre, a Parigi, strinse un accordo con il tedesco Henry Rittner (1802-1840), un mercante di stampe. Insieme i due si dedicarono al commercio e alla pubblicazione di stampe. La famiglia del suo socio si trovava a Dresda ed era attiva nel commercio di stampe, cosa che avrebbe ampliato il suo campo di vendita in Europa. I due realizzarono delle riproduzioni dei quadri dei grandi maestri e dei pittori che esponevano al Salone. L'indirizzo in seguito fu spostato al numero 15 del boulevard Montmartre. 
Dopo la scomparsa del suo primo socio in affari, Henry Rittner, nel 1840, Goupil trovò un nuovo collaboratore, Théodore Vibert (1816-1850), l'anno successivo. La società cambiò nome in "Goupil & Vibert et Cie" e si trasferì al numero 17 di rue de Lancry, ma l'anno successivo l'indirizzo divenne il numero 19 di boulevard Montmartre e il numero 12 di rue d'Enghien. Tra il 1845 e il 1848 Goupil e Vibert aprirono una filiale a Londra e poi una a New York, al 289 di Broadway. Vibert morì nel 1850, lasciando diversi figli, di cui Jean-Baptiste Adolphe Goupil si prese cura. 
Oltre a essere uno stampatore-editore, Goupil divenne anche commerciante di dipinti e disegni, a partire dal 1846 assieme all'avvocato Alfred Mainguet, attivo nell'azienda fino al 1856. Infatti nel 1845 Goupil firmò un contratto con il pittore Charles Landelle, che si impegnava a non disporre dei suoi diritti di riproduzione prima di averli offerto alla Maison Goupil. Nel 1857, la filiale novaiorchese passò sotto il controllo di Knoedler, ma continuò la collaborazione affaristica con Goupil. 
Jean-Baptiste Adolphe Goupil fondò nel 1850 l'azienda internazionale Goupil & Cie, che in pochi decenni divenne uno dei più grandi mercanti d'arte del XIX secolo. Goupil fu inoltre eletto sindaco di Saint-Martin-aux-Chartrains (Calvados), carica che ricoprì dal 1875 al 1893; nel paese possedeva il "castello di tutta la città".

### Ultimi anni
Fu nominato ufficiale della Legion d'Onore nel 1877. Avendo già perso il figlio maggiore nel 1855, Jean-Baptiste Adolphe Goupil decise di ritirarsi gradualmente dagli affari a partire dal 1884, quando il suo secondo figlio Albert morì.
La figlia Marie sposò il pittore Jean-Léon Gérôme.